# Arbeitskreis Musik in der Jugend
 (juillet 2011).
Si vous disposez d'ouvrages ou d'articles de référence ou si vous connaissez des sites web de qualité traitant du thème abordé ici, merci de compléter l'article en donnant les références utiles à sa vérifiabilité et en les liant à la section « Notes et références ».

L'Arbeitkreis Musik in der Jugend (Cercle de musique pour la jeunesse), est une fédération allemande de chœurs et orchestres de jeunes fondé le 10 novembre 1947 à Hambourg. Les membres fondateurs étaient Fritz Jöde, Karl-Heinz Möseler, Herbert Sass, Gottfried Wolters, ainsi que d'autres. Depuis 1978, le bureau fédéral se trouve à Wolfenbüttel.

## Structure
L'AMJ est une organisation d'enfants, de jeunes, d'adultes ; ainsi que de chœurs d'écoles et grandes écoles dont les offres de formation permanentes ainsi que les échanges internationaux sont importants.